# Ноћне хронике
Ноћне хронике (енгл. Nightcrawler) амерички је нео-ноар криминалистички трилер сценаристе и редитеља Дена Гилроја из 2014. године, који је уједно и његов редитељски првенац.
Радња прати ситног лопова Луа Блума који у потрази за брзом зарадом почиње да снима сцене несрећа и злочина широм Лос Анђелеса, а снимке потом продаје заинтересованим ТВ станицама. Главну улогу тумачи Џејк Џиленхол, док поред њега у филму наступају Рене Русо, Риз Ахмед и Бил Пакстон.
Филм је премијерно приказан на Филмском фестивалу у Торонту и наишао је на позитивне реакције критичара, који су посебно похвалили Џиленхолову изведбу и Гилројев сценарио који је био номинован за Оскара у категорији "Најбољи оригинални сценарио". Филм је поред ове био номинован за бројне друге престижне награде, укључујући Златни глобус, БАФТУ и Награду Удружења глумаца за најбољег глумца у главној улози.

## Улоге
| Глумац        | Улога               |
| ------------- | ------------------- |
| Џејк Џиленхол | Луис Лу Блум        |
| Рене Русо     | Нина Ромина         |
| Риз Ахмед     | Рик Кери            |
| Бил Пакстон   | Џо Лодер            |
| Ен Кјузак     | Линда               |
| Кевин Рам     | Френк Круз          |
| Кетлин Јорк   | Џеки                |
| Ерик Ланг     | камерман            |
| Џони Којн     | власник залагаонице |
| Мајкл Хајат   | детектив Фронтери   |
| Мајкл Папаџон | чувар               |